# 奧扎季夫卡
49°53′37″N 28°23′32″E / 49.89361°N 28.39222°E
奧扎季夫卡（烏克蘭語：Озадівка），是烏克蘭的村落，位於該國北部日托米爾州，由別爾季切夫區負責管轄，始建於1755年，面積3.55平方公里，海拔高度254米，2001年人口1,020，人口密度每平方公里287.32人。